# Paranarella watlingi
Paranarella watlingi är en korallart som beskrevs av Stephen D. Cairns 2007. Paranarella watlingi ingår i släktet Paranarella och familjen Primnoidae. Inga underarter finns listade i Catalogue of Life.